# Copa Catalunya de futbol masculina 2017-2018
La Copa Catalunya 2017-2018 fou la 29a edició de la Copa Catalunya de futbol, una competició a eliminatòries úniques al camp de l'equip de menor categoria i organitzada per la Federació Catalana. Participaren els campions de Grup de la Primera Catalana i els equips de Tercera Divisió, Segona Divisió B i Segona Divisió estatals. La competició començà el dia 29 de juliol de 2017 i acabà el 2 de juny de 2018 amb la final, a l'Estadi Municipal La Bòbila de Gavà entre la UA Horta i la UD Cornellà, amb el resultat de 2 gols a 3 a favor de la UD Cornellà.

## Primera eliminatòria
| Equip local              | Resultat  | Equip visitant               | Data       | Camp                                    |
| ------------------------ | --------- | ---------------------------- | ---------- | --------------------------------------- |
| CE Júpiter               | 1-2       | UE Llagostera - Costa Brava  | 29/07/2017 | Municipal Júpiter                       |
| CE Europa                | 0-0 (6-5) | FC Ascó                      | 29/07/2017 | Municipal Nou Sardenya                  |
| U.At.Horta               | 1-1 (4-2) | UE Vilassar de Mar           | 29/07/2017 | Municipal Horta                         |
| EC Granollers            | 0-3       | CF Badalona                  | 29/07/2017 | Municipal Granollers                    |
| FC Terrassa              | 1-0       | AE Prat                      | 29/07/2017 | Estadi Municipal Olímpic de Terrassa    |
| UE Figueres              | 0-1       | CE Sabadell                  | 29/07/2017 | Municipal de Vilatenim                  |
| UE La Jonquera           | 1-2       | RCD Espanyol B               | 30/07/2017 | Municipal Agullana                      |
| FC Santboià              | 0-2       | FC Barcelona B               | 30/07/2017 | Municipal Joan Baptista Milà            |
| FC Vilafranca            | 1-0       | CE L'Hospitalet de Llobregat | 30/07/2017 | Estadi Municipal Vilafranca del Penedès |
| Cerdanyola del Vallès FC | 1-1 (3-2) | Club Lleida Esportiu         | 30/07/2017 | Municipal Les Fontetes                  |
| UE Castelldefels         | 2-0       | FC Santfeliuenc              | 30/07/2017 | Municipal Els Canyars                   |
| CF Montañesa             | 3-2       | AEC Manlleu                  | 30/07/2017 | Municipal Nou Barris                    |
| CF Palamós               | 2-0       | UE Olot                      | 30/07/2017 | Nou Estadi Municipal Palamós            |
| UE Sant Andreu           | 0-1       | UD Cornellà                  | 30/07/2017 | Municipal Narcís Sala                   |

## Segona eliminatòria
| Equip Local              | Resultat  | Equip Visitant | Data       | Camp                                 |
| ------------------------ | --------- | -------------- | ---------- | ------------------------------------ |
| FC Terrassa              | 2-1       | FC Barcelona B | 05/08/2017 | Estadi Municipal Olímpic de Terrassa |
| UE Castelldefels         | 1-0       | CF Gavà        | 06/08/2017 | Municipal Els Canyars                |
| CF Montañesa             | 1-1 (5-6) | CE Sabadell    | 06/08/2017 | Municipal Nou Barris                 |
| CF Palamós               | 1-4       | RCD Espanyol B | 06/08/2017 | Nou Estadi Municipal Palamós         |
| U.At.Horta               | 2-1       | CF Badalona    | 09/08/2017 | Municipal Horta                      |
| CE Europa                | 1-1 (6-7) | FC Vilafranca  | 09/08/2017 | Municipal Nou Sardenya               |
| Cerdanyola del Vallès FC | 1-3       | UD Cornellà    | 10/08/2017 | Municipal Les Fontetes               |

## Tercera eliminatòria
| Equip Local                 | Resultat  | Equip Visitant | Data       | Camp                                 |
| --------------------------- | --------- | -------------- | ---------- | ------------------------------------ |
| FC Terrassa                 | 1-2       | FC Vilafranca  | 12/08/2017 | Estadi Municipal Olímpic de Terrassa |
| UE Llagostera - Costa Brava | 1-1 (3-2) | RCD Espanyol B | 13/08/2017 | Municipal d'Esports Llagostera       |
| UE Castelldefels            | 0-4       | UD Cornellà    | 13/08/2017 | Municipal Els Canyars                |
| U.At.Horta                  | 1-1 (5-4) | CE Sabadell    | 13/08/2017 | Municipal Horta                      |

## Quarta eliminatòria
| Equip Local                 | Resultat  | Equip Visitant      | Data       | Camp                                    |
| --------------------------- | --------- | ------------------- | ---------- | --------------------------------------- |
| UE Llagostera - Costa Brava | 0-0 (6-5) | Girona FC           | 19/10/2017 | Municipal d'Esports Llagostera          |
| FC Vilafranca               | 1-1 (1-3) | Nàstic de Tarragona | 25/10/2017 | Estadi Municipal Vilafranca del Penedès |
| UD Cornellà                 | 1-0       | Reus Deportiu       | 25/10/2017 | Municipal de la Via Fèrria              |

## Semifinals
| Equip Local | Resultat  | Equip Visitant              | Data       | Camp                       |
| ----------- | --------- | --------------------------- | ---------- | -------------------------- |
| UD Cornellà | 3-1       | Nàstic de Tarragona         | 15/11/2017 | Municipal de la Via Fèrria |
| UA Horta    | 1-1 (6-5) | UE Llagostera - Costa Brava | 22/11/2017 | Municipal Horta            |

## Final
| 2 juny 2018 | UD Cornellà                              | 3-2 | UA Horta                 | Gavà                                                                    |  |
| 20:00       | Abdoulaye 11' · Mujica 23' · Merchán 23' | FCF | 4' Berlanga · 39' Tejada | Estadi Municipal La Bòbila · 1.157 espectadors · Albert Avalos Marcos · |  |